# Újszerzeményi Bizottság

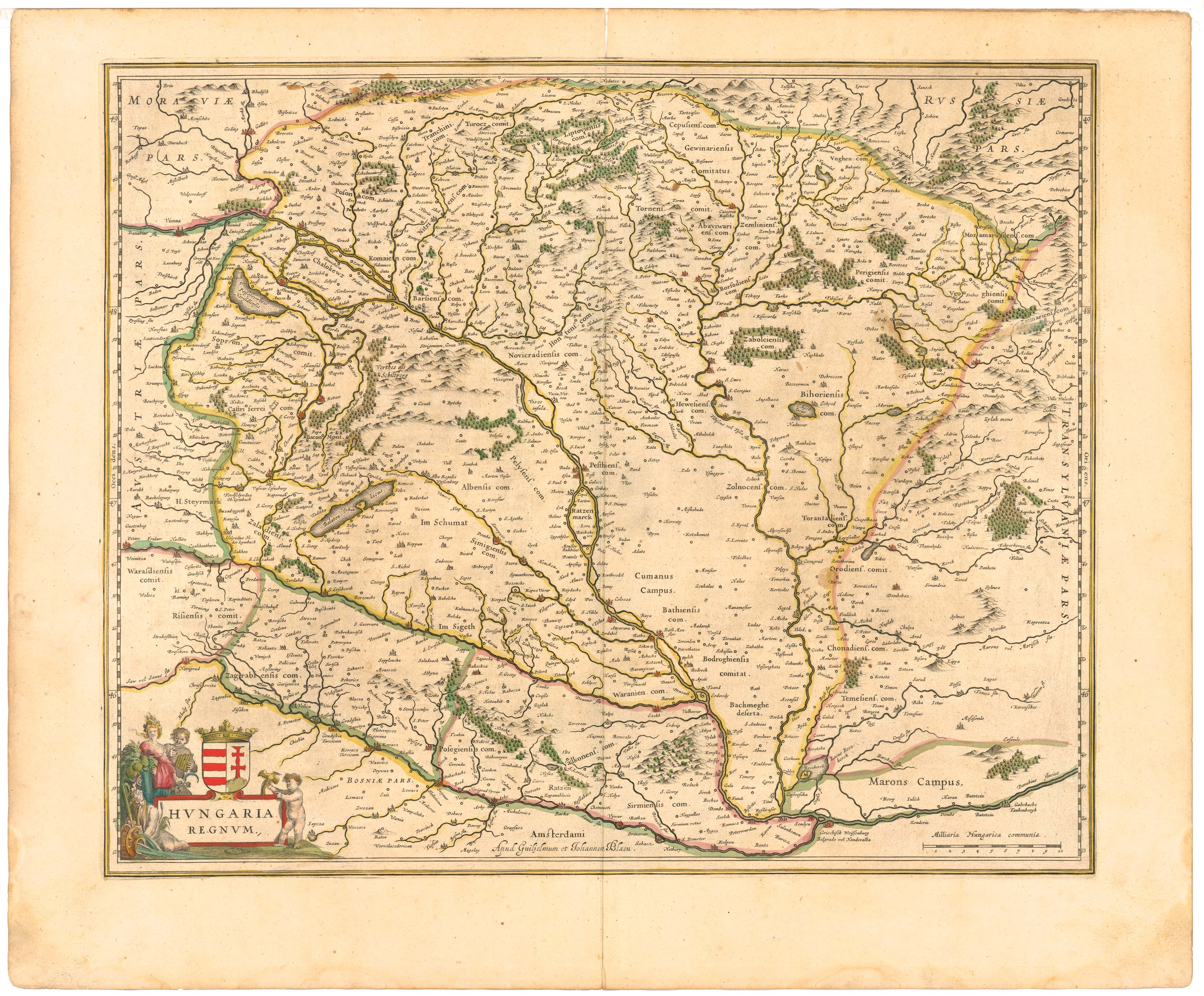
A Magyar Királyság (Hungaria Regnum), az 1600-as évek közepén

Az Újszerzeményi Bizottság (latinul: Neoacquistica Commissio) a török kiűzése utáni birtokjogi helyzet rendezésére 1688-ban létrehozott osztrák császári tanácsadó szervezet volt, mely 1690-1709-ig viselte ezt a nevet. Jogi alapját I. Lipót magyar király 1689. december 9-ei rendelete, illetve 1690. augusztus 13-án kelt kiegészítő rendelkezése képezte, melyek szerint a régi tulajdonosok a visszafoglalt területeken fekvő birtokaikat csak a birtokjog igazolása és 10% fegyverváltság lefizetése után kapják meg. Átmeneti szünetekkel, átszervezett formában (1715-től pl. hazai főméltóságokból álló testületként működött tovább) a 18. század első évtizedeiben is fennállt. Működésének alapját az szüntette meg, hogy az 1740-es évekre a területek töredéke, lényegében a Határőrvidék maradt meg az udvari kormányszékek kezelésében. Jogilag az 1741. évi XXI. tc. szüntette meg.

## Története
Még folyamatban volt az Oszmán Birodalom ellen vívott háború, mikor már a bécsi körök nagyon behatóan foglalkoztak a visszaszerzett területek szervezésének kérdésével. Közjogilag el volt ugyan intézve a kérdés az 1687. évi országgyűlés azon végzése által, mely szerint a király a töröktől visszahódítandó területen a magyar alkotmányt és kormányt lépteti majd életbe. Hanem azért nem szűnt meg a törekvés olyan állapotot teremteni a régi és az új Magyarországon egyaránt, amely az eddiginél jobban megfelel a császári ház dinasztikus és hatalmi érdekeinek.
Sehol sem volt a magyar nemesség és a császári politika közti ellentét olyan szembetűnő, mint az újonnan visszaszerzett területen. Jogilag nem szűnt meg a régi földesurak birtoka lenni, ténylegesen azonban a Udvari Haditanácsnak és a császári kamarának került az igazgatása alá, és minthogy elsősorban az udvar viselte a háború költségeit, indokoltnak látszott, hogy megfizettesse a birtokba jutást azokkal, akik jogukat addig nem érvényesíthették. Az újonnan visszaszerzett területek rendezésével megbízott tanács (az ún. neoacquistica commissio), melynek élén Kollonich Lipót állt, az egyházi birtokot minden kifogás nélkül restituálta, de csak azon világi földesurakat elégítette ki, akik a jogukat hiteles adományozó dokumentummal bebizonyították. Erre sokan nem voltak képesek az okleveleik elvesztése miatt, és így birtokaik császári kézen maradtak. A többitől is 10%-os adót követeltek birtokba juttatás fejében. (Ezt a váltságot jus armorum = fegyverjognak nevezték.) A birtok értékét a bizottság állapította meg, jellemzően felülértékelve azt. Ez is ellentmondott az 1687-es törvénynek, de ennél is jobban sértette annak szellemét, hogy a korona a Jászságot, a Nagykunságot és a Kiskunságot zálogba adta idegen birtokosnak – a Német Lovagrendnek – a Frangepán-féle uradalmakat pedig a grazi kamara igazgatása alá helyezte. Később a jászok és a kunok saját pénzükön váltották vissza a kamara által zálogba adott földjeiket (redemptio). A Dráván túli megyék: Pozsega, Verőce, Szerém és Valkó külön igazgatás alá kerültek. Úgy tűnt, hogy a magyar közjog ellenében a kormány fegyverre támaszkodó önkénye jut érvényre.
A Neoacquistica Commissio az Udvar egyik eszköze volt, hogy segítsen a pénzügyi zavarain.

## Külső hivatkozások
- Rákóczi Ferencz felkelésének okai In: Marczali Henrik (szerk.). Nagy képes világtörténet. Franklin-Társulat Magyar Irod. Intézet és Könyvnyomda – Révai Testvérek Irodalmi Intézet Részvénytársaság (Elektronikus kiadás: Arcanum Adatbázis Kft. és Magyar Elektronikus Könyvtár) (1898–1905)

- 1715. évi X. tc.
- 1741. évi XXI. tc